# 마리아 2세
마리아 2세(Maria II, 1821년 8월 22일 ~ 1853년 8월 22일)는 포르투갈의 여왕이다. 브라질의 황제 페드루 1세와 황후 오스트리아의 마리아 레오폴지나의 큰딸로 페드루 2세는 그녀의 동생이다.

## 생애
1821년 8월 22일 리우데자네이루에서 태어났다. 주앙 6세의 사후 포르투갈의 왕위는 그 아들인 페드루 1세가 물려받았지만 이미 브라질의 황제였던 페드루 1세는 당시 일곱 살에 불과했던 딸 마리아에게 왕위를 넘겨주었다. 그러나 마리아와 결혼을 약속한 숙부 미겔이 이를 배반하고 1828년 왕위를 찬탈하였고 마리아는 외국으로 망명했다. 미겔은 오스트리아에서 당시 수상이었던 메테르니히에게 감화되어 보수반동정치를 실시하고 전제군주화를 꾀했는데, 그와는 달리 자유주의를 지지하던 페드루 1세는 1832년 직접 군대를 이끌고 포르투갈로 향해 동생과 미겔리스타 전쟁을 벌였다. 팔멜라 공이 이끄는 페드루 군은 이듬해 7월 리스본에 입성했고 두 달 뒤 마리아도 귀국했다. 이듬해 9월, 의회로부터 국왕으로서의 권리를 인정받은 마리아는 1835년 1월 22일 나폴레옹의 양자 외젠 드 보아르네의 장남인 로이히텐베르크 공 오귀스트 드 보아르네와 결혼했으나 그는 두 달만에 병으로 죽었다. 마리아는 이듬해인 1836년 작센코부르크고타 공국의 페르난두 공자와 두 번째 결혼을 했고, 포르투갈의 전통대로 그 또한 국왕으로 인정되었다.
마리아는 재위 기간 내내 포르투갈의 교육 수준을 향상시키는데 힘써 교육자 (a Educadora)라는 별칭으로 불리기도 했다.
마리아는 두 번째 결혼 이후 잦은 임신을 했고 의사의 경고에도 불구하고 출산을 강행해 1853년 마지막 아들인 에우제니오를 낳다가 사망했으며 에우제니오 또한 곧 죽었다.

## 자녀
첫 남편 로이히텐베르크 공 오귀스트는 요절했기 때문에 그와의 사이에 자녀는 없다. 두 번째 남편 페르난두 2세와의 사이에서는 7남 4녀가 태어났으며 그 중 5남 2녀가 살아남았다.
| 사진 | 이름                            | 생일             | 사망                   | 기타                                     |
| ---- | ------------------------------- | ---------------- | ---------------------- | ---------------------------------------- |
|      | 페드루 5세                      | 1837년 9월 16일  | 1861년 11월 11일(24세) | 후임 포르투갈 국왕. 미혼.                |
|      | 루이스 1세                      | 1838년 10월 31일 | 1889년 10월 19일(50세) | 후임 포르투갈 국왕. 슬하 2남.            |
|      | 마리아                          | 1840년 10월 4일  | 1840년 10월 4일        | 요절.                                    |
|      | 베자 공작 인판테 주앙           | 1842년 3월 16일  | 1861년 12월 27일(19세) | 요절.                                    |
|      | 포르투갈 인판타 마리아 아나     | 1843년 8월 21일  | 1884년 2월 5일(40세)   | 작센의 게오르크와 결혼. 슬하 4남 4녀.    |
|      | 포르투갈 인판타 안토니아        | 1845년 2월 17일  | 1913년 12월 27일(68세) | 호엔촐레른 공 레오폴트와 결혼. 슬하 3남. |
|      | 포르투갈 인판테 페르난두        | 1846년 7월 23일  | 1861년 11월 6일(15세)  | 요절.                                    |
|      | 코임브라 공작 인판테 아우구스투 | 1847년 11월 4일  | 1889년 9월 26일(41세)  | 코임브라 공작. 미혼                      |
|      | 포르투갈의 레오폴도             | 1849년 5월 7일   | 1849년 5월 7일         | 요절.                                    |
|      | 포르투갈의 마리아 다 글로리아   | 1851년 2월 3일   | 1851년 2월 3일         | 요절.                                    |
|      | 포르투갈의 에우제니오           | 1853년 11월 15일 | 1853년 11월 15일       | 요절. 어머니와 함께 사망.                |

## 같이 보기
- 포르투갈령 카보베르데
- 포르투갈령 상투메 프린시페
- 포르투갈령 인도
- 포르투갈령 마카오
- 포르투갈령 앙골라
- 포르투갈령 기니
- 포르투갈령 티모르